# Luxempart
Luxempart ist eine luxemburgische Beteiligungsgesellschaft. Die Private-Equity-Gesellschaft ist Teil des LuxX Index und fokussiert sich hauptsächlich auf Beteiligungen in Luxemburg oder dessen Nachbarstaaten. Die größten Anteilseigner von Luxempart sind Foyer Finance (43,6 %) und Sofina (5,3 %).

## Beteiligungen
Einige Beteiligungen des Unternehmens umfassen:
| Unternehmen     | Branche             | Anteil |
| --------------- | ------------------- | ------ |
| Armira          | Beteiligungen       | 15 %   |
| Atenor Group    | Immobilien          | 10 %   |
| Foyer           | Versicherungen      | 28 %   |
| Kaufman & Broad | Immobilien          | 2,8 %  |
| SES             | Satellitenbetreiber | 1,3 %  |
| Zooplus         | Versandhandel       | 4,2 %  |

Im Zuge der Übernahme des Versorgers Direct Énergie durch den Total-Konzern veräußerte Luxempart seinen Anteil am drittgrößten Elektrizitätsversorger Frankreichs in Höhe von 9,5 % im Juli 2018 für rund 180 Millionen Euro.